# Prefiks (telekomunikacja)
Prefiks – element numeracji telefonicznej wykorzystywany w schematach wybierania numerów telefonów w celu przejścia na wyższy poziom numeracji. 
Wybieranie numeru krajowego powinno być poprzedzone wybraniem prefiksu krajowego, czyli cyfry (ciągu cyfr) oznaczającej przejście z poziomu numeracji strefowej na krajową. Międzynarodowy Związek Telekomunikacyjny (ITU) zaleca, aby jako prefiksu krajowego używać cyfry 0. W niektórych krajach używane są inne prefiksy krajowe (może nie występować w ogóle, np. w Polsce nie jest stosowany od 2010 r.):
8 – niektóre kraje poradzieckie
1 – kraje należące do NANP (m.in. USA i Kanada).
Prefiks krajowy nie jest elementem składowym numeru krajowego.
Numer międzynarodowy jest wybierany po prefiksie międzynarodowym, oznaczającym przejście z poziomu numeracji krajowej na poziom numeracji międzynarodowej. Zalecanym przez ITU-T prefiksem międzynarodowym są cyfry 00. W niektórych krajach używane są inne prefiksy:
010 – Japonia
01 – kraje należące do NANP (m.in. USA i Kanada)
0011 – Australia
810 – niektóre kraje poradzieckie
000 – kraje Afryki wsch.
Prefiks międzynarodowy nie jest elementem składowym numeru międzynarodowego.
W mowie potocznej, także w prasie i mediach, „prefiksem” błędnie nazywany jest numer operatora (NDS).